# NGC 489
NGC 489 est une galaxie spirale entourée d'un anneau pâle d'environ 2 minutes d'arc. NGC 489 a été découverte par l'astronome prussien Heinrich d'Arrest en 1862.

## Caractéristiques
Sa vitesse par rapport au fond diffus cosmologique est de 2 193 ± 22 km/s, ce qui correspond à une distance de Hubble de 32,3 ± 2,3 Mpc (∼105 millions d'al).
À ce jour, neuf mesures non basées sur le décalage vers le rouge (redshift) donnent une distance de 44,956 ± 2,760 Mpc (∼147 millions d'al), ce qui est nettement à l'extérieur des valeurs de la distance de Hubble. Notons cependant que c'est avec la valeur moyenne des mesures indépendantes, lorsqu'elles existent, que la base de données NASA/IPAC calcule le diamètre d'une galaxie et qu'en conséquence le diamètre de NGC 489 pourrait être d'environ 16,9 kpc (∼55 100 al) si on utilisait la distance de Hubble pour le calculer.
NGC 489 est une galaxie brillante en rayon X et elle présente une large raie HI. Les bases de données NASA/IPAC et HyperLeda classe cette galaxie comme une spirale, alors que Wolfgang Steinicke et le professeur Seligman la classent comme une lenticulaire. L'image de l'étude SDSS ne permet pas vraiment de choisir entre ces deux possibilités.

## Groupe de NGC 470
NGC 489 appartient au groupe de NGC 470 qui comprend au moins 13 galaxies. Ce groupe comprend les galaxies NGC 470, NGC 474, NGC 485, NGC 488, NGC 489, NGC 502, NGC 516, NGC 518, NGC 520, NGC 522, NGC 524, NGC 525 et NGC 532.
Le groupe de NGC 470 devrait comprendre au moins 4 autres galaxies brillantes dans le domaine des rayons X (NGC 509, IC 101, IC 114 et CGCG 411-0458 (PGC 4994)) car elles sont dans la même région de la sphère céleste et à des distances similaires à celles du groupe. 